# Robin van Aggele
Robin van Aggele (Hilversum, 30 luglio 1984) è un ex nuotatore olandese.

## Carriera
Ha partecipato alle Olimpiadi di Pechino 2008, arrivando 21º nei 100 m farfalla, 48º nei 200 m rana e 39º nei 200 m misti.
Ha vinto la medaglia d'oro nei 100 m rana ai Campionati europei di nuoto in vasca corta 2009.

## Palmarès
- Mondiali in vasca corta

Manchester 2008: argento nella 4x100m sl.
- Europei in vasca corta

Helsinki 2006: bronzo nella 4x50m sl.
Debrecen 2007: bronzo nella 4x50m misti.
Istanbul 2009: oro nei 100m rana.
Eindhoven 2010: oro nei 50m rana e bronzo nei 100m rana.